# Diplothrixochernes
Diplothrixochernes är ett släkte av spindeldjur. Diplothrixochernes ingår i familjen blindklokrypare.
Kladogram enligt Catalogue of Life:
| Diplothrixochernes | \| \| Diplothrixochernes patagonicus \| \| \| \| \| \| Diplothrixochernes simplex \| \| \| \| |
|                    | \| \| Diplothrixochernes patagonicus \| \| \| \| \| \| Diplothrixochernes simplex \| \| \| \| |
|                    | Diplothrixochernes patagonicus                                                                |
|                    |                                                                                               |
|                    | Diplothrixochernes simplex                                                                    |
|                    |                                                                                               |